# Persona
Persona es el concepto de una entidad o ‘ser dotado de razón, consciente de sí mismo y poseedor de una identidad propia’,  que expresa la singularidad de cada individuo de la especie humana; en contraposición a la entidad solamente humana, en Ética y en Derecho no solo existen personas de la especie humana,sino personas divinas y personas morales. El significado de este concepto puede tratarse desde diferentes perspectivas, principalmente filosófico, aunque también sociológico y psicológico. 

## Origen
El significado actual de persona tiene su origen en las controversias cristológicas de los siglos IV y V. En el transcurso del debate entre las diferentes escuelas teológicas, se desarrollaron conceptos hasta entonces no conocidos. Se trataba de disponer de herramientas de pensamiento filosófico, sobre las que mantener un debate intelectual honesto y riguroso acerca de los dogmas referidos al Λóγος (Logos: «Palabra»), y que permitiesen esclarecer sus diferencias o similitudes con Dios Padre. Para ello, la filosofía tomó prestado del teatro griego el término πρόσωπον [prósôpon], y lo convirtió en un término filosófico, definiendo al Λóγος (Logos) como Persona divina. Por afinidad, el concepto fue posteriormente aplicado al Espíritu Santo, a los ángeles y a los hombres.

## Etimología
Persona tiene su raíz etimológica del latín persōna, ‘vida del actor’ o ‘personaje teatral’, y éste del etrusco φersu [phersu], que a su vez del griego antiguo πρóσωπον [prósôpon]) con el significado de máscara, formada por προς (Pros = delante) y ωπος (opos = cara).

## Conceptos
Existen diferentes conceptos de persona dependiendo el contexto en el que se desarrolle cada individuo.

### Contexto filosófico
Rationalis naturae individua substantia («substancia individual de naturaleza racional») es la definición clásica de Boecio que se caracteriza por tres notas: la sustancialidad, la individualidad y la racionalidad. En este sentido persona no es un nombre genérico ya que indica un «quién» y no un «qué»; tampoco designa una naturaleza común sino incomunicabilidad. Por su parte Tomás de Aquino se refiere a la persona con la sentencia persona significat id quod est perfectissimum in tota natura, scilicet subsistens in rationali natura («persona significa lo más perfecto de toda la naturaleza, es decir, el subsistente de naturaleza racional») insistiendo así en la incomunicabilidad en el modo de existir. Para Tomás de Aquino la distinción entre persona y naturaleza es la del todo y la parte, pues la naturaleza lo es de la persona, que es la que realmente subsiste. Ser persona es ser abierto a la trascendencia, a un más allá del mundo, es decir, a Dios. Del estudio de la noción de persona surge la Antropología filosófica.
En la modernidad tiene lugar un vuelco psicológico en la concepción de persona. El primer paso se da como consecuencia del nominalismo pero se observa ya con claridad en Descartes que no habla de persona sino de «yo». En la misma línea, para Locke persona ya no es un concepto metafísico pues no indica un ser o modo de ser, sino un estado en el que se encuentra a veces un ser. Por su parte, Kant denomina a la persona como aquel ser que es un fin en sí mismo. Si bien en Kant se vuelve a un concepto ontológico, no se trata de un ser abierto a la trascendencia, sino autónomo.
Por su parte, el existencialismo vuelve a poner atención en la relevancia de este concepto. Para Kierkegaard, la persona no es solipsista más bien la salida de uno mismo —saltando al vacío— como entrega a Dios. Para Heidegger la persona como Dasein (el ahí del ser) no es ni una cosa, ni un objeto ni una sustancia sino que se define existencialmente por el sentimiento de la angustia cerrado a la trascendencia.
En el siglo XX, diversos pensadores —algunos de inspiración cristiana y en concreto tomista— centraron su atención en la noción de persona dando lugar al llamado personalismo; entre ellos destacan: G. Marcel, M. Buber, M. Scheler, J. Maritain, E. Mounier, Von Hildebrand, R. Guardini, K. Wojtyła, E. Lévinas, etc. Leonardo Polo ha sugerido una interesante noción de persona como «carácter de además» a partir de una ampliación de los trascendentales del ser hacia lo que él llama Antropología Trascendental proponiendo la libertad y la coexistencia como trascendentales personales distintos de los metafísicos.

### Contexto sociológico
Desde la óptica sociológica puede definirse persona como un ser sociable que vive y se desarrolla en sociedad, pero al mismo tiempo nunca deja de actuar con un carácter individual. Es decir, somos “yo” y “nosotros” al mismo tiempo. Por eso algunos pensadores como Aristóteles definen al hombre como “animal sociable” y, por tanto, su naturaleza es ser social.

### Contexto fisiológico
Si nos atenemos a la fisiología, se puede identificar a la persona como un ser o individuo de la especie humana; como un hombre o mujer dotado/a de un conjunto de características físicas únicas que le permite diferenciarse de los demás.

### Contexto psicológico
Desde el punto de vista psicológico, persona designa a un ser concreto, abarcando tanto sus aspectos físicos como psíquicos para definir su carácter singular y único. Percibe e interpreta el estado de ánimo, el carácter y la forma de actuar de las personas, además estudia las cualidades y facultades que tiene la persona, como la razón, los sentimientos y los valores que lo distingue de los demás seres.
Son varias las dificultades del estudio de la persona humana estimadas insalvables para la psicología. Recordemos solo las mayores: la persona no es ni un objeto ni una manifestación susceptible de ser objetivada, sino manantial o estructura de actos; no es una realidad fenoménica ni una suma de cualidades, sino unidad singular inabarcable; no es formación hecha, definitiva, sino proceso concreto que termina solo con la muerte; por último, los actos que origina y que constituyen su realidad no se prestan a la reflexión psicológica, pues se dan de manera inmediata y concreta, sobre todo en la participación amorosa.